# سكيثيا
سكيثيا أو سكيثيا أو سقيثيا (باللاتينية: Scythia، مشتقة من اليونانية: Σκυθική) هي منطقة تاريخية تعود للعصر الكلاسيكي القديم، وكانت تشمل آسيا الوسطى وبضعة أجزاء من أوروبا الشرقية شرق نهر فيستولا، وسكنها السكوثيون الإيرانيون الشرقيون بدايةً من القرن الثامن قبل الميلاد وحتى القرن الثاني. أطلق اليونانيون القدماء اسم سكيثيا (أو سكيثيا العظمى) على جميع الأراضي التي كانت تقع شمال شرق أوروبا وساحل البحر الأسود الشمالي. شهدت تلك المنطقة ازدهار الحضارات السكوثية في العصر الحديدي.
عاش السكوثيون (الاسم الذي أطلقه اليونانيون على سكان المنطقة الرُحّل) في سكيثيا من القرن الحادي عشر قبل الميلاد على أقل تقدير وحتى القرن الثاني الميلادي. وفي القرن السابع قبل الميلاد، سيطر السكوثيون على أجزاء شاسعة من الأراضي في جميع أرجاء أوراسيا، امتدادًا من البحر الأسود مرورًا بسيبيريا وحتى الحدود الصينية. تغير موقع المنطقة ومداها مع مرور الزمن، ولكن حدودها كانت عادةً ما تمتد غربًا وشرقًا عن الحدود الموضحة في الخريطة. تقول بعض المصادر أن السكوثيون كانوا أناسًا نشطين ولكنهم كانوا مسالمين. ولا نعرف عنهم الكثير بخلاف ذلك.
كانت سكيثيا إمبراطورية متنقلة مفككة نشأت في القرن الثامن قبل الميلاد. آثر معظم السكوثيون نمط حياة يتسم بالحرية. لم تعرف تلك المنطقة الكتابة بتاتًا في أي عصر، ولذا فإن أغلب المعلومات المتاحة عن تلك المنطقة وسكانها في ذلك العصر مُستمدة من الكتابات التاريخية الأولية الخاصة بالحضارات القديمة التي كانت على اتصال بها، وتحديدًا اليونان القديمة، وروما القديمة، وفارس القديمة. كتب المؤرخ هيرودوت أشمل وصف لسكيثيا من بين الكتاب الغربيين. رغم ذلك من المحتمل أنه لم يسافر إلى سكيثيا قط، وثمة خلاف بين الباحثين حول صحة معرفته بسكيثيا، ولكن الاكتشافات الأثرية الحديثة تؤكد بعض مزاعمه، ويظل هيرودوت أهم كاتب ومؤرخ لسكيثيا القديمة. زعم هيرودوتس أن السكوثيون يسمون أنفسهم «سكولوتي».

## الجغرافيا
شملت المنطقة التي تُعرف لدى الكتاب الكلاسيكيين بسكيثيا الأقاليم التالية:
- السهب القزويني: جنوب شرق أوكرانيا، وروسيا الجنوبية، ومنطقة الفولغا الروسية، ومنطقة أورال الجنوبية، وغرب كازاخستان (عاش بها السكوثيون منذ القرن الثامن قبل الميلاد على أقل تقدير).[13]
- ثمة أدلة جينية تثبت امتداد المنطقة من البحر الأسود إلى بحيرة بايكال مرورًا بالسهوب الأورواسيوية.[14]
- سهب الكازاخ: كازاخستان الشمالية ومناطق مجاورة من روسيا.
- سارماتيا التي تناظر بولندا الشرقية، وأوكرانيا، وجنوب غرب روسيا، وشمال شرق البلقان امتدادًا من نهر فيستولا في الغرب إلى فم الدانوب والفولغا في الشرق.[15]
- منطقة ساكا تيغرا التي تناظر أجزاء من آسيا الوسطى مثل قرغيزستان وجنوب شرق كازاخستان وحوض تاريم.
- سيستان أو ساكاستان، وهي تناظر جنوب أفغانستان، وإقليم سيستان وبلوشستان في إيران، وبلوشستان في باكستان امتدادًا من حوض سيستان إلى نهر السند. وعقب نجاح غزوات الممالك الإغريقية الهندية المتوالية، اتسعت مملكة السكوثيون الهنود شرقًا لتشمل المنطقة التي تُعرف حاليًا ببنجاب.
- باراما كامبوجا التي تناظر أفغانستان الشمالية وأجزاء من طاجيكستان وأوزبكستان.
- ألانيا التي تناظر شمال القوقاز.
- سكيثيا الصغرى التي تناظر منطقة حوض الدانوب السفلى التي تقع غرب البحر الأسود، بالإضافة إلى رومانيا وجزء من بلغاريا.